# 南京开放大学
南京开放大学，是位于江苏省南京市的一所公办成人高等学校，南京市政府直属。
开放大学与南京城市职业学院一个机构两块牌子，2008年前，电大与南京晓庄学院合作培养普通专科生，之后以南京城市职业学院建制招收专科生。

## 历史
1979年2月，建立江苏省广播电视大学南京市分校。
1985年7月，改为南京市广播电视大学。1991年，成为独立设置的省级广播电视大学，隶属南京市人民政府。
2009年前后，以南京市电大为基础，成立南京城市职业学院，称为南京城市职业学院（南京市广播电视大学），但作为独立建制招收专科学生，南京广播电视大学不再招收专科生。
2021年，调整为南京城市职业学院（南京市开放大学）。

## 院系设置
南京城市职业学院（南京开放大学）设置下列院系（部）：
- 南京城市职业学院公共教学部
- 南京城市职业学院财金与商贸学院
- 南京城市职业学院工程与信息学院
- 南京城市职业学院文创艺术学院
- 南京城市职业学院旅游管理学院
- 南京城市职业学院社会管理学院
- 南京开放大学开放教育教学部
- 南京开放大学成人教育学院
- 南京开放大学培训学院
- 南京开放大学终身学习服务中心

### 分校与教学点
- 建邺开放大学
- 下关开放大学
- 雨花开放大学
- 鼓楼开放大学
- 玄武开放大学
- 白下开放大学
- 秦淮开放大学
- 浦口开放大学
- 六合开放大学
- 栖霞开放大学
- 江宁开放大学
- 溧水开放大学
- 高淳开放大学
- 江浦开放大学
- 大厂开放大学
- 南钢开放大学
- 扬子开放大学
- 金陵石化开放大学

## 专业设置
- 电子信息类
- 工商管理类
- 中国语言文学类
- 经济学类
- 新闻传播类
- 公共管理类
- 外国语言文学类
- 法学类